# 651 v. Chr.
Portal Geschichte | Portal Biografien | Aktuelle Ereignisse | Jahreskalender | Tagesartikel

◄ |
8. Jahrhundert v. Chr. |
7. Jahrhundert v. Chr. |
6. Jahrhundert v. Chr. |
►

◄ | 670er v. Chr. | 660er v. Chr. | 650er v. Chr. | 640er v. Chr. |
630er v. Chr. |
►

◄◄ | ◄ | 654 v. Chr. | 653 v. Chr. | 652 v. Chr. | 651 v. Chr. |
650 v. Chr. |
649 v. Chr. |
648 v. Chr. |
► |
►►

## Ereignisse

### Wissenschaft und Technik
- 17. Regierungsjahr des babylonischen Königs Šamaš-šuma-ukin (651 bis 650 v. Chr.):
  - Im babylonischen Kalender fällt das babylonische Neujahr des 1. Nisannu auf den 4.–5. März[1]; der Vollmond im Nisannu auf den 19.–20. März[1] und der 1. Tašritu auf den 28.–29. September[1].[2]
  - Der am 29. August[1] beginnende Schaltmonat Ululu II wird ausgerufen.[3]